# Дрокан
Дрокан (серб. Дрокан / Drokan) — село в общине Вишеград Республики Сербской Боснии и Герцеговины. Население составляет 12 человек по переписи 2013 года.